# Leucobryum humillimum
Leucobryum humillimum är en bladmossart som beskrevs av Jules Cardot 1901. Leucobryum humillimum ingår i släktet Leucobryum och familjen Dicranaceae. Inga underarter finns listade i Catalogue of Life.